# James Atkinson (ingénieur)
Pour les articles homonymes, voir James Atkinson.

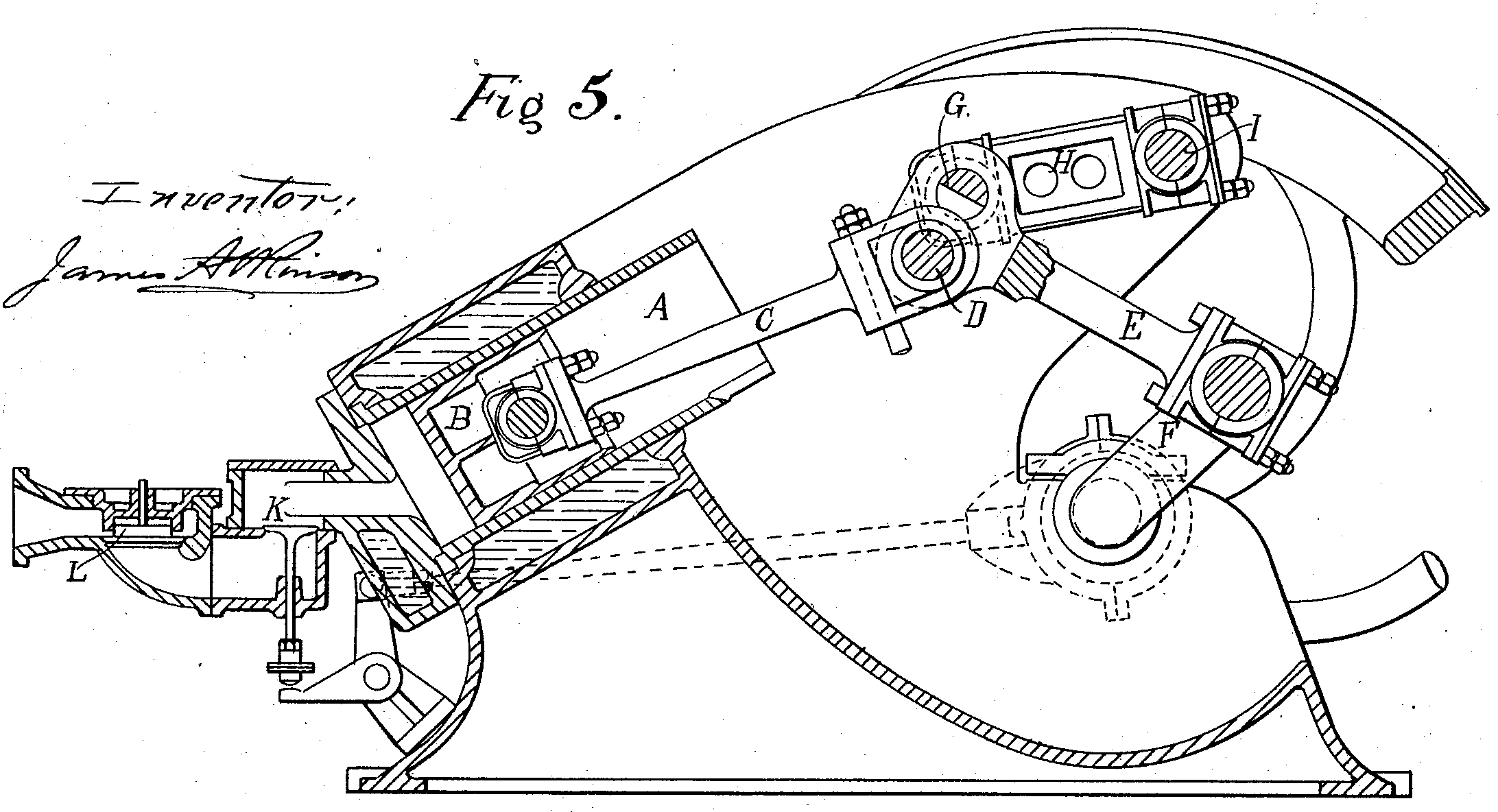
Atkinson Gas Engine (brevet américain 367496)

James Atkinson (Bolton, 31 octobre 1846 - 24 mars 1914) est un ingénieur britannique de Hampstead qui invente plusieurs moteurs à explosion.

## Biographie
James Atkinson est issu d'une famille d'industriels. Son grand-père est propriétaire de la « Hope Foundry », l'une des premières à construire, dans le Lancashire, des locomotives.
Après avoir travaillé comme dessinateur industriel à la « Western Railway Works » à Crewe pendant trois ans, il s'installe comme ingénieur en 1877 et travaille sur les moteurs de navires de commerce. À partir de 1882, il s'intéresse aux moteurs à explosion et devient, en 1883, directeur de la « British Gas Engine and Engineering Company ». Il y invente plusieurs modèles de moteurs. Ses inventions reçoivent des prix : médaille d'or de « Inventions Exhibition » (1885) ; médaille d'or de la « Society of Arts » (1888). Aux Etats-Unis, son invention est récompensée par la médaille John Scott du Franklin Institute en 1889.

## Les moteurs «Atkinson»
Les moteurs à cycle Atkinson, plus efficaces que ceux ayant adopté le cycle Otto sont nommés "Differential 1882", "Cycle 1887" et "Utilite 1892". Le plus connu des moteurs d'Atkinson est le "Cycle 1887", breveté en 1887.  En utilisant des courses de moteur variables à partir d'un vilebrequin complexe, Atkinson augmenter l'efficacité de son moteur, réduit la consommation, au prix d'une certaine perte de puissance, par rapport aux moteurs traditionnels à cycle Otto. 
Cette technologie ancienne est encore utilisée sur des véhicules modernes (Jogger de Dacia).